# Бергквист, Тедди
Тедди Бергквист (швед. Teddy Bergqvist; 16 марта 1999, Теоматорп, Швеция) — шведский футболист, нападающий клуба «Варберг».

## Клубная карьера
Бергквист — воспитанник клуба «Мальмё». 1 октября 2016 года в матче против «Хеккена» он дебютировал в Аллсвенскан лиге, заменив во втором тайме Йо-Инге Бергета. В своём дебютном сезоне Тедди стал чемпионом Швеции. Летом 2017 года для получения игровой практики Бергквист на правах аренды перешёл в «Отвидаберг». 22 июля в матче против «Броммапойкарна» он дебютировал в Суперэттане. В начале 2018 года Тедди был отдан в аренду в «Варберг».

## Международная карьера
В 2016 году Бергвист в составе юношеской сборной Швеции принял участие в юношеском чемпионате Европы в Азербайджане. На турнире он сыграл в матчах против команд Англии, Дании, Франции и Нидерландов. В поединке против французов Тедди забил гол.
В 2017 году в составе юношеской сборной Швеции Бергквист принял участие в юношеском чемпионате Европы в Грузии. На турнире он сыграл в матчах против команд Португалии и Чехии.

## Достижения
«Мальмё»
- Чемпионат Швеции по футболу — 2016